# Aeroporto da Cidade de Londres
O Aeroporto da Cidade de Londres (em inglês: London City Airport) (IATA: LCY, ICAO: EGLC) é um pequeno aeroporto que serve a Cidade de Londres, o centro financeiro da Região de Londres. O aeroporto foi planejado para receber decolagens e aterrissagem de pequeno porte (STOL), já que se localiza numa região de construções altas. Foi inaugurado em 1987 com o intuito de facilitar o acesso a Cidade de Londres. Sua pista de 1199 m foi estendida para 1508 m em 1992 e é feita de concreto.
Em 2019, o aeroporto registrou um total de 5 100 025 de passageiros.
É considerado o 5º aeroporto do Reino Unido em movimento de passageiros e aeronaves.

## Histórico
Esses são os principais eventos na existência do aeroporto:
- 1981 – Proposta de construção é apresentada
- 1985 – Permissão de construção concedida pelo Secretário de transporte
- 1986 – Pedra fundamental inaugurada pelo Príncipe Charles
- 1987 – Pouso do primeiro avião no Aeroporto da Cidade de Londrese voos comerciais começam a operar em outubro
- 1988 – Primeiro ano completo de operação, atendendo 133 mil passageiros
- 1990 – O Aeroporto atende 230 mil passageiros antes do declínio devido à Guerra do Golfo
- 1992 – Pista estendida inaugurada
- 1993 – O Aeroporto atende 245 mil passageiros
- 1995 – Média de meio milhão de passageiros atendidos por ano
- 2002 – Novo centro de jatos inaugurado para aviação corporativa
- 2003 – Novo ponto de espera para decolagem comportando até três aviões[2] inaugurado
- 2006 – O aeroporto é vendido para o consórcio AIG / Global Infrastructure Partners
- 2008 – Completados os trabalhos em quatro novas áreas de estacionamento para aviões
- 2009 – Primeiro voo transatlântico para o JFK operado pela British Airways